# Mitsubishi UFJ Financial Group
Mitsubishi UFJ Financial Group, Inc. (株式会社三菱UFJフィナンシャル・グループ, Kabushiki-gaisha Mitsubishi UFJ Finansharu Gurūpu, TSE : 8306 NYSE : MTU) ou MUFG, est l'un des plus grands groupes bancaires japonais (après la Japan Post Bank) avec environ 1 200 milliards de dollars de dépôts, dont le siège social est à Tokyo (district de Chiyoda), et qui fait partie du groupe Mitsubishi (Mitsubishi keiretsu) 
Le groupe a été créé le 1er octobre 2005 avec la fusion de Mitsubishi Tokyo Financial Group (MTFG, basé à Tokyo), autrefois le second conglomérat parmi les banques japonaises, et de UFJ (basé à Osaka), qui était le quatrième plus grand groupe bancaire du Japon. Fin 2007, c'était la plus grosse banque de détail au monde, devant l'Internationale Nederlanden Groep (ING) .
La cotation du Mitsubishi UFJ Financial Group a été retirée de la bourse de Londres [Quand ?].

## Histoire

### Mitsubishi Tokyo Financial Group

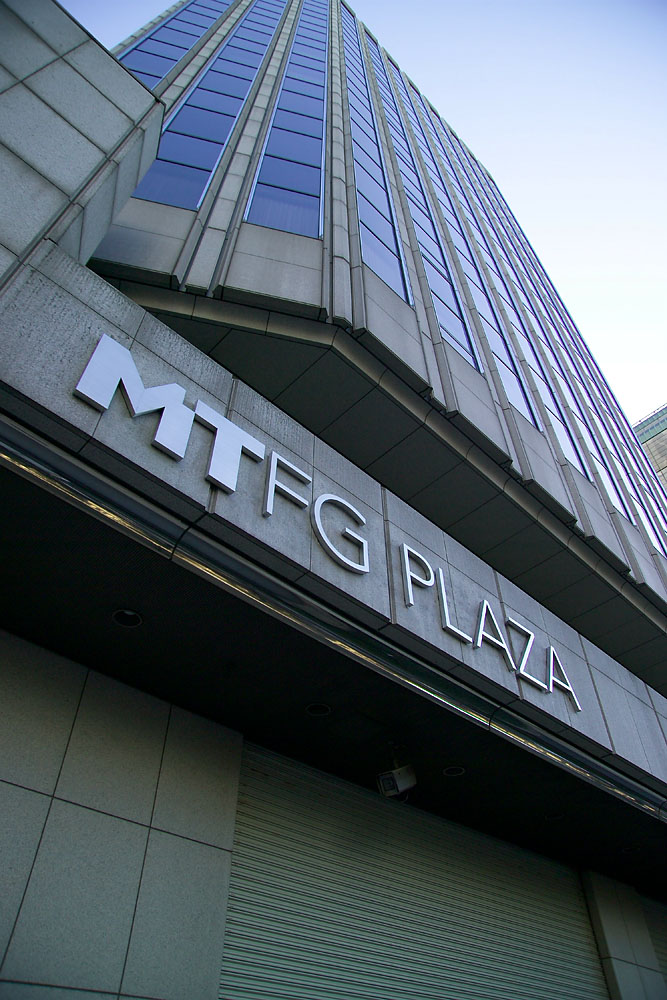
MTFG Plaza est le bâtiment administratif du Mitsubishi Tokyo Financial Group.

Mitsubishi Tokyo Financial Group, (株式会社三菱東京フィナンシャル・グループ, Kabushiki-gaisha Mitsubishi Tōkyō Finansharu Gurūpu), ou MTFG, est l'une des plus grosses banques du Japon en termes d'actifs, juste après Mizuho Holdings.
Le groupe a été créé en 1880 avec le nom Yokohama Specie Bank renommé par la suite en Bank of Tokyo. Dans la même année 1880, la Mitsubishi Bank est fondée par l'ex-samouraï Iwasaki Yatarō. En 1919, la Mitsubishi Bank finance le groupe Mitsubishi, et aujourd'hui principalement la Mitsubishi Heavy Industries. En avril 1996, la Mitsubishi Bank et la Bank of Tokyo fusionnent.
MTFG est largement considéré comme la plus solide des grosses banques japonaises, avec un taux de créances non-performantes équivalent à 2,9 % des actifs.

### UFJ Holdings
UFJ Holdings, (株式会社UFJホールディングス, Kabushiki-gaisha UFJ Hōrudingusu?), ou UFJ, était le quatrième groupe bancaire japonais. L'UFJ, dont l'abréviation signifie United Financial of Japan, est né de la fusion avec la Sanwa Bank, Tokai Bank et Toyo Trust and Banking (1er avril 2001), une filiale du groupe Toyota. À ce moment-là, elle était l'un des plus gros actionnaires de Toyota. Le président de Toyota en était son directeur général pendant le scandale financier et l'inculpation de trois de ses dirigeants. L'UFJ était accusé par le gouvernement de corruption et d'accorder des prêts aux syndicats du crime yakuza. Cette crise, après l'avoir conduit à l'un des plus gros déficits mondiaux, la mena à fusionner avec Mitsubishi Tokyo Financial Group.

### Fusion

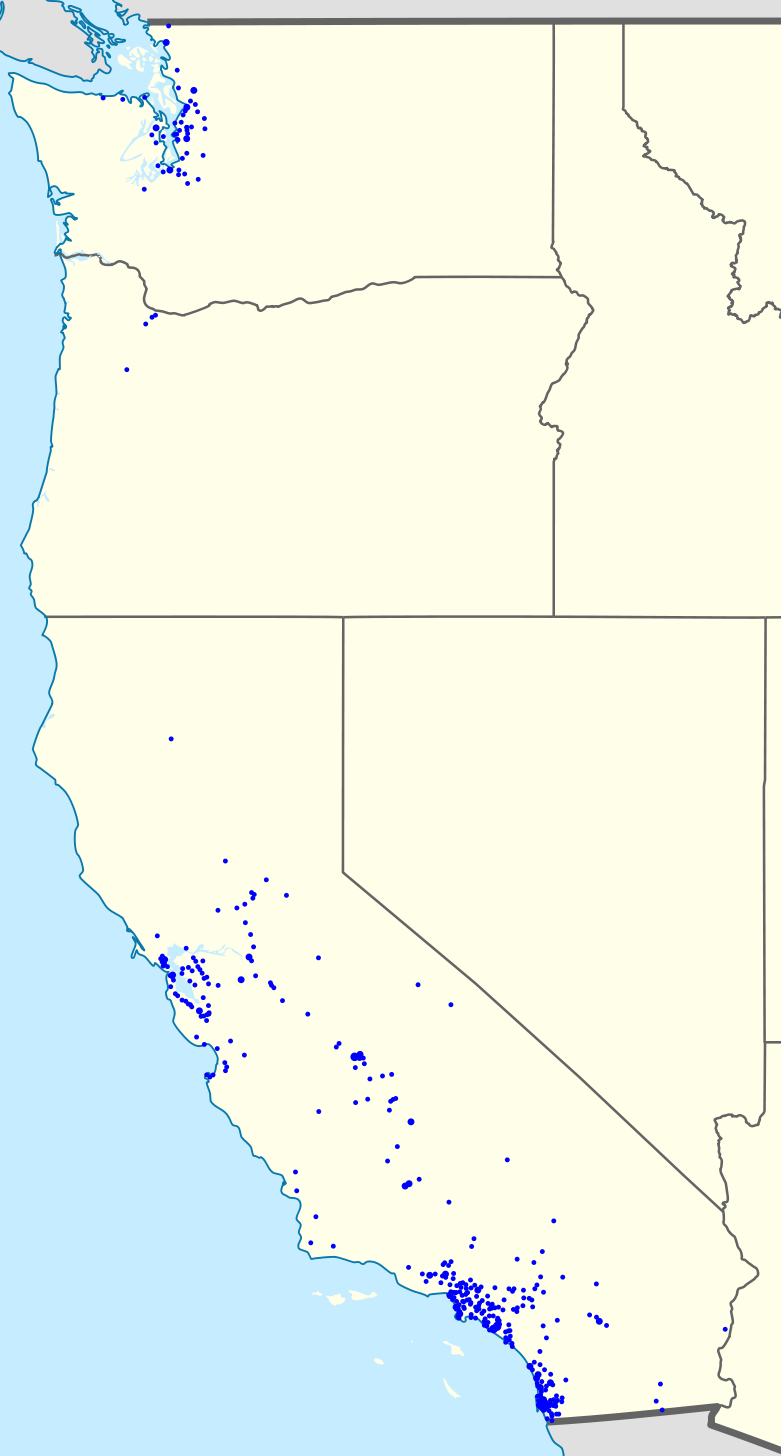
Carte des implantations locales de UnionBanCal, filiale américaine de Mitsubishi UFJ Financial, en 2010.

En juillet 2004, le quatrième groupe financier japonais, UFG Holdings, quatrième groupe bancaire japonais, propose de fusionner avec MTFG. La fusion des deux holdings est terminée le 1er octobre 2005 et donne naissance à le Mitsubishi UFJ Financial Group (MUFG), la plus grande banque mondiale en termes d'actifs avec 190 billions de yens (environ 1,15 billions d'euros) juste derrière Citigroup (environ 2,0 billions d'euros).
Les branches de courtage et fiduciaires de MTFG et UFJ ont fusionné le 1er octobre 2005 en accord avec le planning prévisionnel, mais les unités centrales du MTFG et de l'UFJ, respectivement la Bank of Tokyo-Mitsubishi et l'UFJ Bank ont continué à travailler séparément jusqu'au 1er janvier 2006, où elles ont fusionné pour former The Bank of Tokyo-Mitsubishi UFJ. Cette fusion était à l'origine prévue pour s'opérer le 1er octobre 2005, en même temps que la fusion des compagnies mères (MTFG et UFJ). Mais les pressions de l'agence japonaise des services financiers qui voulait s'assurer d'une intégration en douceur des deux géants bancaire, ont provoqué le report de la fusion de trois mois.

### Expansions internationales
En 2008, Mitsubishi UFJ acquiert les 34,6 % qu'il ne détient pas dans UnionBanCal (en) pour 3,5 milliards de dollars. Mitsubishi UFJ avait acquis une participation majoritaire dans UnionBanCal en 1996. À ce moment-là, UnionBanCal possède 337 agences en Californie, dans l'Oregon et dans l'État de Washington,, 
En mars 2012, UnionBanCal acquiert Pacific Capital Bancorp pour 1,51 milliard de dollars. Pacific Capital Bancorp possède alors 47 agences dans l'agglomération de Los Angeles, quand  UnionBanCal possède à ce moment-là aux États-Unis 414 agences,.
En décembre 2012, Mitsubishi UFJ achète 20 % de la banque d'Etat vietnamienne VietinBank, dont la Banque centrale du Vietnam reste actionnaire majoritaire, pour 743 millions de dollars.
En décembre 2013, le groupe acquiert via sa filiale The Bank of Tokyo-Mitsubishi UFJ 72 % de la banque thaïlandaise Bank of Ayudhya (en) (Krungsri) pour 536 milliards de yens (3,9 milliards d'euros), en rachetant entre autres la part de General Electric.
En janvier 2016, MUFJ acquiert une participation de 20 % dans la banque philippine Security Bank pour 780 millions de dollars.
En novembre 2017, The Bank of Tokyo-Mitsubishi UFJ entame des négociations pour prendre le contrôle de Bank Danamon (en), la huitième banque d'Indonésie en termes d'actifs. Le groupe compte débuter par une prise de participation à hauteur de 19,9 % (1,17 milliard de dollars), puis racheter 40 % du capital détenu par le fonds souverain singapourien Temasek Holdings pour 200 milliards de yens, soit 1,5 milliard d'euros. L'objectif est par la suite de racheter les parts restantes aux actionnaires.
En septembre 2020, Mitsubishi UFJ annonce l'acquisition de Hitachi Capital pour l'équivalent de 2,8 milliards de dollars pour la fusionner avec sa filiale Mitsubishi UFJ Lease, créant un nouvel ensemble avec environ 10 000 salariés.
En septembre 2021, U.S. Bancorp annonce l'acquisition d'Union Bank, filiale américaine de MUFG pour 8 milliards de dollars, en partie en actions

## Opérations

### Filiales
(au 1er janvier 2006)
- The Bank of Tokyo-Mitsubishi UFJ
- Mitsubishi UFJ NICOS, émetteur de cartes de crédit, formé avec la fusion de l'UFJ Cars, Nippon Shinpan Company, UFJ Nicos, DC Card, et Kyodo Credit Service.
- Mitsubishi UFJ Trust and Banking Corporation
- Mitsubishi UFJ Securities
- Mitsubishi UFJ Securities International, Royaume-Uni
- UnionBanCal Corporation
- The Senshu Bank
- UFJ Credit Co.
- Toyo Hosho Services
- UFJ Strategic Partner
- UFJ Equity Investments
- UFJ Trust Equity
- NBL
- UFJ Business Finance
- Toyo Trust Total Finance
- MU Investment
- Mitsubishi UFJ Asset Management
- Mitsubishi UFJ Research and Consulting
- UFIT
- UFJ Capital
- UFJ Institute
- UFJ Bank Canada, Canada
- Tokai Preferred Capital

### Participations
- The Chukyo Bank (39,9 %)
- The Gifu Bank (21,3 %)
- The Taisho Bank (25,9 %)
- Central Leasing Co. (14 %)
- The Master Trust Bank of Japan (46,5 %)
- Mobit Co. (50 %)
- M&T Information Technology Co. (50 %)
- Dah Sing Financial Holdings Limited (15,1 %) (Hong Kong)